# Somewhere Back in Time
Albums de Iron Maiden
A Matter of Life and Death
(2006) Flight 666 : The Original Soundtrack
Singles
Somewhere Back in Time est la quatrième compilation du groupe de Heavy metal traditionnel britannique Iron Maiden, qui contient quinze titres, créés entre 1980 et 1989, dont plusieurs succès du groupe. Somewhere Back in Time est sorti le 27 juin 2008.
La pochette de l'album reprend principalement des éléments des pochettes de Somewhere in Time et Powerslave : effectivement, on y retrouve Eddie dans sa version cyborg, placé dans un décor égyptien, dont la statue géante de Eddie pharaon.

## Liste des titres
| No  | Titre                   | Auteur                   | Durée |
| --- | ----------------------- | ------------------------ | ----- |
| 1.  | Churchill's Speech      |                          | 0.50  |
| 2.  | Aces High (live)        | Harris                   | 4.36  |
| 3.  | 2 Minutes to Midnight   | Dickinson, Smith         | 6.00  |
| 4.  | The Trooper             | Harris                   | 4.11  |
| 5.  | Wasted Years            | Smith                    | 5.06  |
| 6.  | Children of the Damned  | Harris                   | 4.35  |
| 7.  | The Number of The Beast | Harris                   | 4.53  |
| 8.  | Run to the Hills        | Harris                   | 3.53  |
| 9.  | Phantom of the Opera    | Harris                   | 7.21  |
| 10. | The Evil that Men Do    | Dickinson, Smith, Harris | 4.34  |
| 11. | Wrathchild              | Harris                   | 3.07  |
| 12. | Can I Play with Madness | Dickinson, Smith, Harris | 3.31  |
| 13. | Powerslave              | Dickinson                | 6.47  |
| 14. | Hallowed Be Thy Name    | Harris                   | 7.12  |
| 15. | Iron Maiden (live)      | Harris                   | 4.50  |

## Certifications
| Pays              | Certification |
| ----------------- | ------------- |
| Finlande (IFPI)   | Or            |
| Royaume-Uni (BPI) | Or            |
| Suède (IFPI)      | Or            |